# Vallée de Pineta

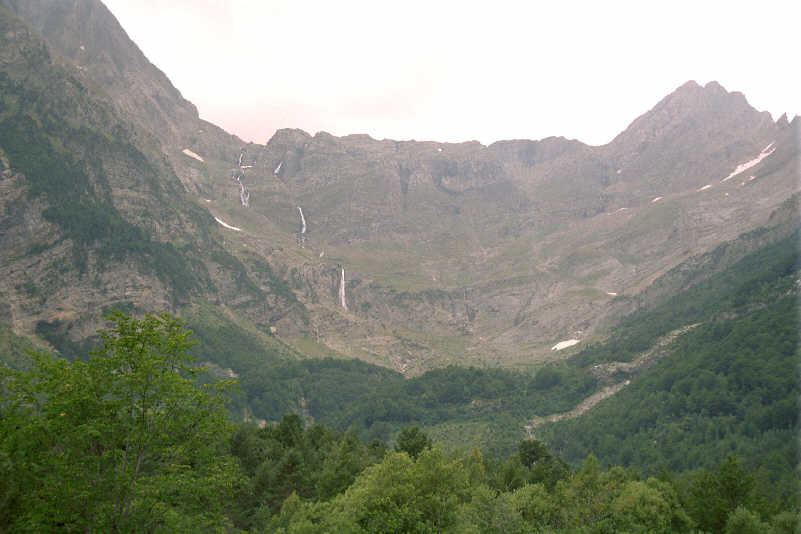
Falaise du cirque de Pineta depuis le fond de la vallée.

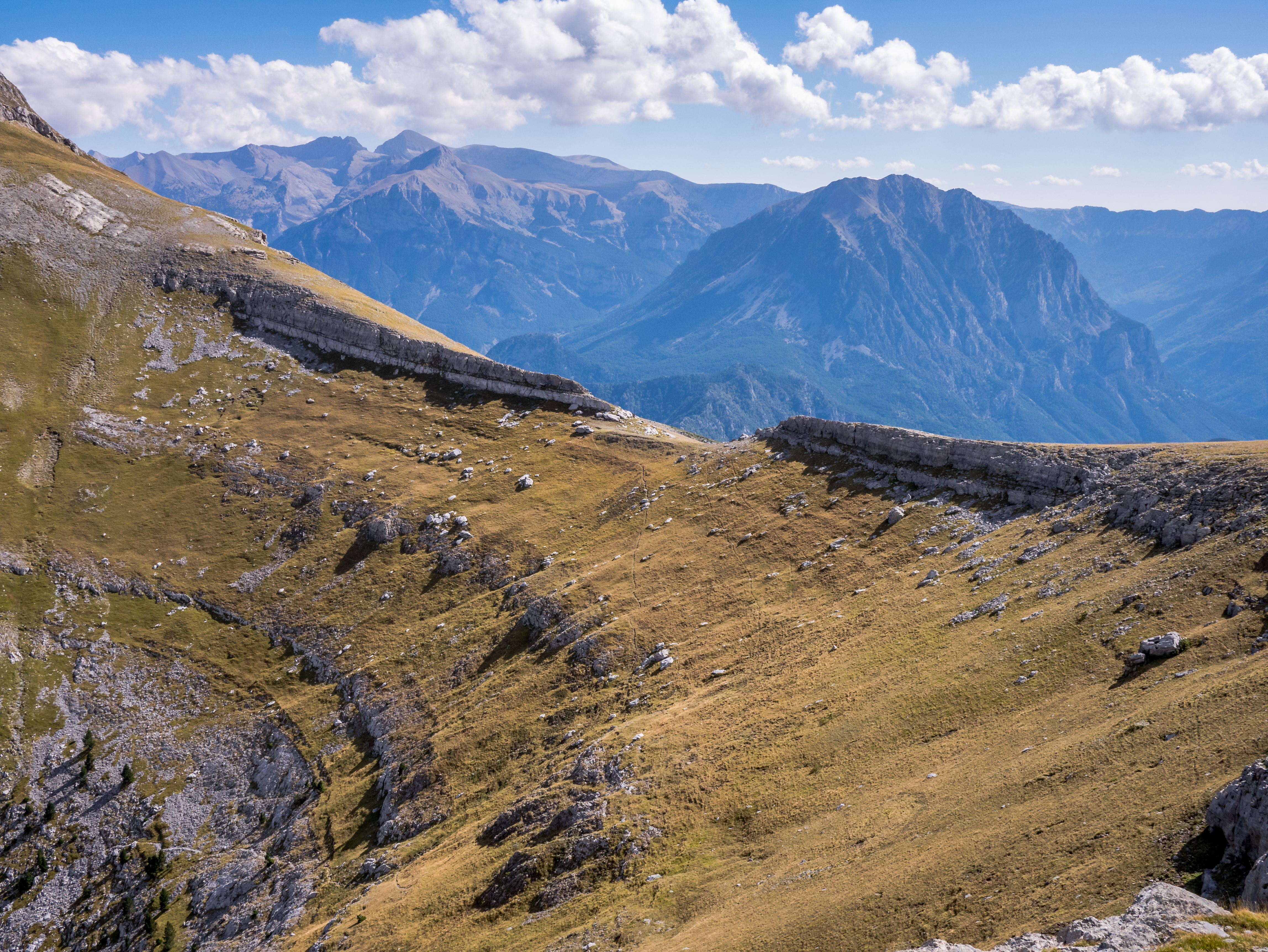
Portillo de Tella : passage vers le village de Tella.

La vallée de Pineta est située dans la province de Huesca (Pyrénées aragonaises), à l'est du massif du Mont-Perdu, et s'étend en ligne droite vers le sud-est pendant plus de 12 kilomètres, depuis le cirque de Pineta au pied du Mont Perdu, jusqu'à la commune de Bielsa.
L'amorce de la vallée fait partie du parc national d'Ordesa et du Mont-Perdu, aux côtés du massif du Mont-Perdu, de la vallée d'Ordesa, du canyon de Niscle et des gorges d'Escuain.

## Géologie
Il s'agit d'une impressionnante vallée glaciaire en forme de U, délimitée par des crêtes hautes et escarpées. Ainsi la crête sud ou sierra de las Cutas est constituée d'une série de pics  de plus de 2 500 mètres d'altitude, qui en moins de 2 km s'abaissent de 1 200 à 1 500 mètres jusqu'au fond de la vallée située à quelque 1 200-1 300 mètres d'altitude. Dans cette crête sud se distinguent les Tres Marias (trois Maries), un ensemble de trois pics  jumeaux et contigus de 2 700 mètres.
La crête nord est un peu moins escarpée et présente quelques vallées glaciaires secondaires. La vallée se termine par une paroi très escarpée, avec une succession de cascades majestueuses, dans la partie supérieure de laquelle on trouve le cirque et le balcon de Pineta, le lac gelé du Marboré et la paroi nord du mont Perdu.
La vallée de Pineta figure parmi les vallées les plus accessibles de tout le parc national d'Ordesa et du Mont-Perdu puisqu'une route qui vient de Bielsa serpente au fond de la vallée, où se trouve le parador (hôtel géré par l'administration espagnole) du Mont Perdu, au pied même du cirque de Pineta et du massif du Mont-Perdu.